# La spada nel cuore
La spada nel cuore è un brano musicale con testo di Mogol e musica di Carlo Donida.

## Descrizione
La canzone fu presentata al Festival di Sanremo 1970 da Little Tony in doppia esecuzione con Patty Pravo e si classificò al 7º posto.
Dopo il Festival, uscirono il singolo di Patty Pravo La spada nel cuore/Roma è una prigione e quello di Little Tony La spada nel cuore/Lei.
Una cover del brano fu incisa da Lucio Battisti, pubblicata postuma nella raccolta del 2004 Le avventure di Lucio Battisti e Mogol